# جنگ روسیه و عثمانی (۱۷۱۰–۱۷۱۳)
جنگ روسیه و عثمانی (۱۷۱۰–۱۷۱۳) که با نام لشکرکشی رودخانه پروت هم شناخته می‌شود، یک درگیری نظامی بین روسیه تزاری و امپراتوری عثمانی بود که از سال ۱۷۱۰ تا ۱۷۱۳ میلادی در گرفت. نبرد اصلی طی ۱۸ تا ۲۲ ژوئیه ۱۷۱۱ در حوضه رود پروت در نزدیکی استانیلشتی و پس از ورود تزار پتر یکم به مولداویا که قلمرو تحت‌الحمایه عثمانی بود، رخ داد. روس‌ها و متحدانشان کازاک‌ها و مولداویایی‌های فاقد آمادگی، خود را در محاصره ارتش عظیم عثمانی به فرماندهی وزیر اعظم بالتاچی محمد پاشا یافتند. بعد از سه روز نبرد و تلفات سنگین، تزار و ارتشش پس از موافقت با پس دادن قلعه آزوف و سرزمین‌های اطراف آن، اجازه عقب‌نشینی یافتند. پیروزی عثمانی منجر به پیمان پروت در سال ۱۷۱۱ شد که دو سال بعد با پیمان آدریانوپل تأیید شد.

## پیش‌زمینه
جنگ روسیه و عثمانی در سال‌های ۱۷۱۰ تا ۱۷۱۱ میلادی، در امتداد جنگ بزرگ شمالی آغاز شد. هنگامی که کارل دوازدهم در تابستان ۱۷۰۹ در نبرد پولتاوا به سختی شکست خورد، با همراهانش به قلعه بندر، مولداوی که قلمرو تحت‌الحمایه عثمانی بود گریختند. سلطان احمد سوم درخواست‌های مداوم روسیه برای اخراج کارل را رد کرد و این امر تزار پتر یکم را بر آن داشت تا به امپراتوری عثمانی حمله کند. عثمانی هم به نوبه خود در ۲۰ نوامبر ۱۷۱۰ به روسیه اعلام جنگ کرد. هم‌زمان با این وقایع، دیمیتری کانتمیر حاکم مولداوی و تزار پتر پیمان لوتسک را در ۱۳ آوریل ۱۷۱۱ امضا کردند که به موجب آن، مولداوی متعهد شد با سربازان خود از روسیه در جنگ علیه عثمانی حمایت کند، به ارتش روسیه اجازه دهد از قلمروش عبور کند و پادگان‌هایی را در قلعه‌های مولداوی مستقر کند.

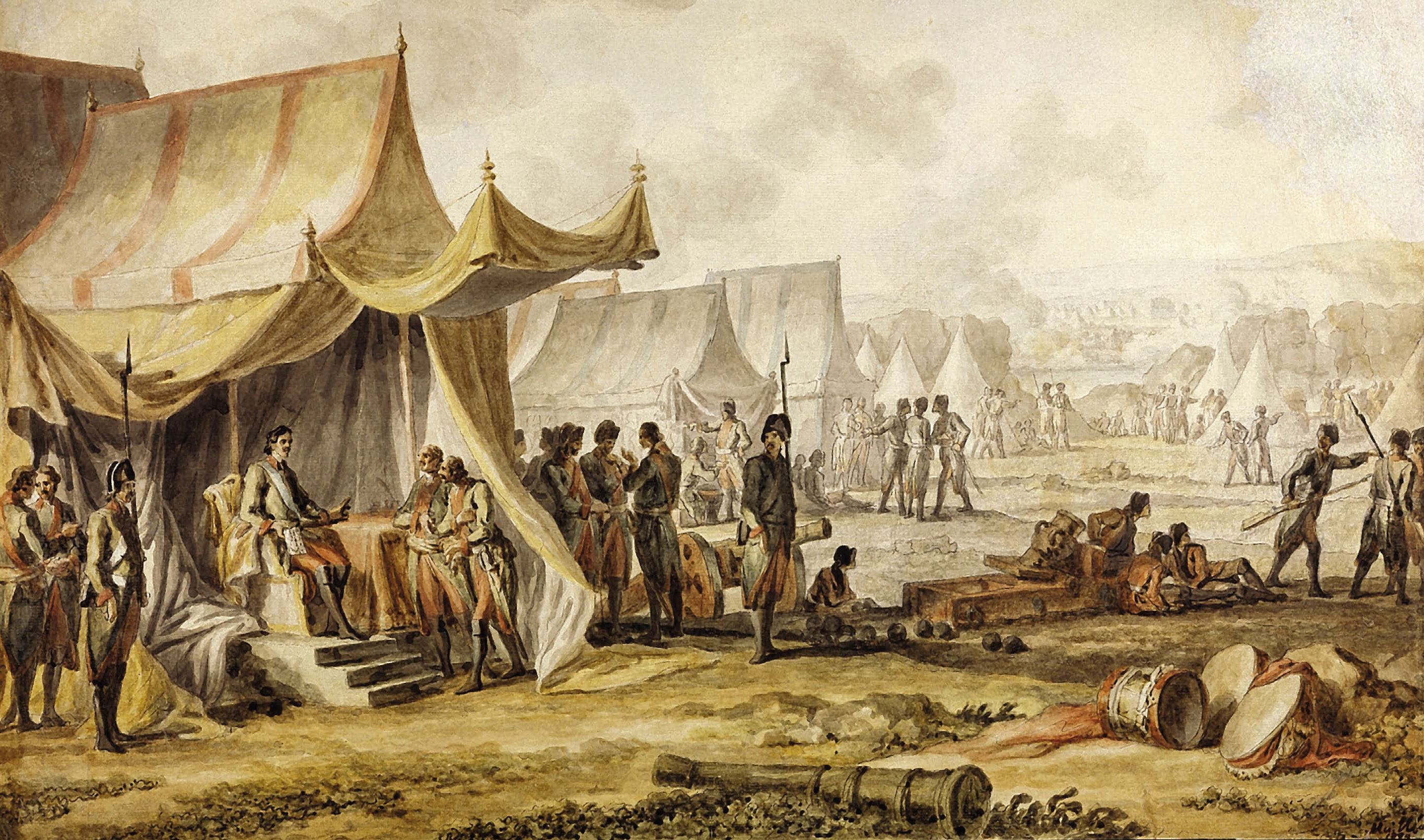
پتر یکم با ارودیش در رود پروت

در تابستان ۱۷۱۱، پتر با سپاه خود به سوی مولداوی حرکت کرد و به نیروهای کانتمیر در نزدیکی یاش، پایتخت مولداوی، پیوست. سپس آنها در امتداد رودخانه پروت به سمت جنوب پیشروی کردند. هدف آنها عبور از رود دانوب بود که مرز بین مولداوی و قلمرو عثمانی را مشخص می‌کرد. در همین حال، دولت عثمانی ارتش خود را که از نظر تعداد به‌طور قابل توجهی از نیروهای روسی-مولداویایی بیشتر بود، بسیج کرد. این ارتش تحت فرماندهی وزیر اعظم عثمانی، بالتاجی محمد پاشا در ژوئن ۱۷۱۱ برای مقابله با روس‌ها به سمت شمال پیشروی کرد.

## درگیری
پتر یکم فیلد مارشال بوریس شریمیتف را مأمور جلوگیری از عبور ارتش عثمانی از دانوب کرد. با این حال، آزار و اذیت نیروهای خانات کریمه که یکی از خراجگزاران اصلی عثمانی بودند و سواره نظام سبک را برای ارتش عثمانی تأمین می‌کردند و همچنین عدم یافتن غذای کافی برای سربازان روس، مانع از دستیابی او به این هدف شد. در نتیجه، ارتش عثمانی بدون هیچ مقاومتی موفق به عبور از دانوب شد.
پتر و کانتمیر نیروهای خود را در ساحل راست رود پروت، در آن سوی رودخانه و در مقابل عثمانی‌ها متمرکز کردند. در ۱۹ ژوئیه، ینی‌چری‌های عثمانی و سواران سبک‌اسلحه تاتار با شنا یا قایق از پروت عبور کردند و گارد پیشرو روس‌ها را به عقب راندند. این امر به بقیه ارتش عثمانی اجازه داد تا پل‌های شناور بسازند و از رودخانه عبور کنند. پتر تلاش کرد ارتش اصلی را برای کمک به گارد پیشرو بسیج کند، اما عثمانی‌ها نیروهای او را دفع کردند. در نتیجه، تزار با ارتش روسی-مولداویایی به استانیلشتی عقب نشست و سنگر گرفت. سپاه عثمانی به سرعت از این موقعیت استفاده کرد و قوای پتر را به دام انداخت. ینی‌چری‌ها بارها حمله کردند، اما با حدود ۸ هزار تلفات دفع شدند. با این حال، عثمانی‌ها اردوگاه قوای متحد روسی-مولداویایی را با توپخانه بمباران کردند و مانع از رسیدن آنها به رود پروت برای تأمین آب شدند. پتر که سپاهش از کمبود آذوقه به ستوه آمده بود، چاره‌ای جز امضای صلح باب میل عثمانی نداشت.
این درگیری در ۲۱ ژوئیه ۱۷۱۱ با پیمان پروت که مایه ناامیدی کارل دوازدهم شد، پایان یافت. این پیمان که در سال ۱۷۱۳ از طریق پیمان آدریانوپل مجدداً تأیید شد، شامل این مفاد بود: بازگرداندن بندرشهر آزوف به امپراتوری عثمانی؛ تخریب تاگانروگ و چندین قلعه روسی دیگر؛ تعهد تزار روسیه مبنی بر عدم دخالت در امور مشترک‌المنافع لهستان-لیتوانی. عثمانی‌ها همچنین خواستار عبور امن کارل دوازدهم به سوئد شدند و از پتر خواستند که کانتمیر یاغی را تحویل دهد. اگرچه تزار به همه خواسته‌ها تن داد، اما از انجام مورد آخر (با این بهانه که کانتمیر از اردوگاه او فرار کرده است) خودداری کرد. رشوه کلانی که پتر و همسرش کاترین به وزیر اعظم عثمانی دادند، او را به عقد پیمان صلح ترغیب کرد.

## ارزیابی
مصالحه بالتاجی محمد پاشا با شرایط نسبتاً آسان برای روس‌ها، اشتباه استراتژیک مهمی از سوی او بود. از آنجایی که خود پتر فرماندهی ارتش روسیه را بر عهده داشت، اگر بالتاجی محمد پاشا پیشنهاد صلح پتر را نمی‌پذیرفت و به جای آن برای دستگیری تزار تلاش می‌کرد، مسیر تاریخ می‌توانست تغییر کند. بدون پتر، روسیه به سختی می‌توانست به یک قدرت بزرگ تبدیل شود و از قضا دشمن اصلی دولت عثمانی در آینده در بالکان، حوزه دریای سیاه و قفقاز باشد.
اگرچه خبر این پیروزی عثمانی‌ها ابتدا در استانبول با استقبال خوبی روبه‌رو شد، اما جناح ناراضی طرفدار جنگ، افکار عمومی را علیه بالتاجی محمد پاشا که به دریافت رشوه از طرف روس‌ها متهم شده بود برانگیخت و سپس او از سمت خود برکنار شد. کارل دوازدهم و متحد سیاسی طرفدار جنگ او، دولت دوم گرای خان کریمه، به لابی‌گری خود برای وادار کردن سلطان عثمانی به اعلام جنگ دیگری ادامه دادند. در بهار ۱۷۱۲، جناح طرفدار جنگ که روس‌ها را به تأخیر در اجرای شرایط مذاکره شده در پیمان صلح متهم می‌کرد، به رسیدن به هدف خود نزدیک شد. ابتدا از طریق دیپلماتیک از جنگ جلوگیری شد و پیمان دوم در ۱۷ آوریل ۱۷۱۲ امضا شد. اما یک سال پس از این توافق جدید، جنگ‌طلبان موفق شدند و این بار روس‌ها را به تأخیر در عقب‌نشینی از لهستان متهم کرد. سلطان احمد سوم در ۳۰ آوریل ۱۷۱۳ جنگ دیگری اعلام کرد. سرانجام، جنگی که در سال ۱۷۱۰ بین دو کشور آغاز شده بود، سه سال بعد با پیمان آدریانوپل پایان گرفت.